# یترس
یترس (به فرانسوی: Ytres) یک منطقهٔ مسکونی در فرانسه است که در پا-دو-کاله واقع شده‌است. یترس ۴٫۲۶ کیلومتر مربع مساحت و ۴۳۵ نفر جمعیت دارد و ۱۲۰ متر بالاتر از سطح دریا واقع شده‌است.